# Monaeses
Monaeses is een geslacht van spinnen uit de  familie van de Thomisidae (krabspinnen).

## Soorten
- Monaeses aciculus (Simon, 1903)
- Monaeses attenuatus O. P.-Cambridge, 1899
- Monaeses austrinus Simon, 1910
- Monaeses brevicaudatus L. Koch, 1874
- Monaeses caudatus Tang & Song, 1988
- Monaeses cinerascens (Thorell, 1887)
- Monaeses fasciculiger Jézéquel, 1964
- Monaeses fuscus Dippenaar-Schoeman, 1984
- Monaeses gibbus Dippenaar-Schoeman, 1984
- Monaeses greeni O. P.-Cambridge, 1899
- Monaeses griseus Pavesi, 1897
- Monaeses guineensis Millot, 1942
- Monaeses habamatinikus Barrion & Litsinger, 1995
- Monaeses israeliensis Levy, 1973
- Monaeses jabalpurensis Gajbe & Rane, 1992
- Monaeses lucasi (Taczanowski, 1872)
- Monaeses mukundi Tikader, 1980
- Monaeses nigritus Simon, 1909
- Monaeses pachpediensis (Tikader, 1980)
- Monaeses paradoxus (Lucas, 1846)
- Monaeses parvati Tikader, 1963
- Monaeses pustulosus Pavesi, 1895
- Monaeses quadrituberculatus Lawrence, 1927
- Monaeses reticulatus (Simon, 1909)
- Monaeses tuberculatus (Thorell, 1895)
- Monaeses xiphosurus Simon, 1907
- Monaeses xyphoides L. Koch, 1874